# Apollo Automobil
Apollo Automobil (dawniej jako Gumpert Sportwagenmanufaktur GmbH) – niemieckie przedsiębiorstwo zajmujące się produkcją samochodów, założone 1 stycznia 2005 roku, początkowo pod nazwą GMG Sportwagenmanufaktur Altenburg GmbH, przez byłego szefa działu samochodów sportowych Audi – Rolanda Gumperta. Spółka zatrudnia 45 pracowników. Po powstaniu przedsiębiorstwa rozpoczęto produkcję modelu Apollo. Każdy pojazd produkowany jest na życzenie klienta. Najnowszym samochodem jest Gumpert Tornante, następca Gumperta Apollo.
Historia przedsiębiorstwa sięga 2002 roku, gdy przedsiębiorstwo tuningowe MTM – Motoren Technik Mayer, rozpoczęło projekt, mający na celu stworzenie samochodu wyścigowego przystosowanego do ruchu drogowego.
Spółka upadła w 2013 roku z powodu zadłużenia, jednak w styczniu 2016 roku konsorcjum Ideal Team Venture kupiło jej majątek i zmieniono nazwę przedsiębiorstwa na Apollo Automobil.

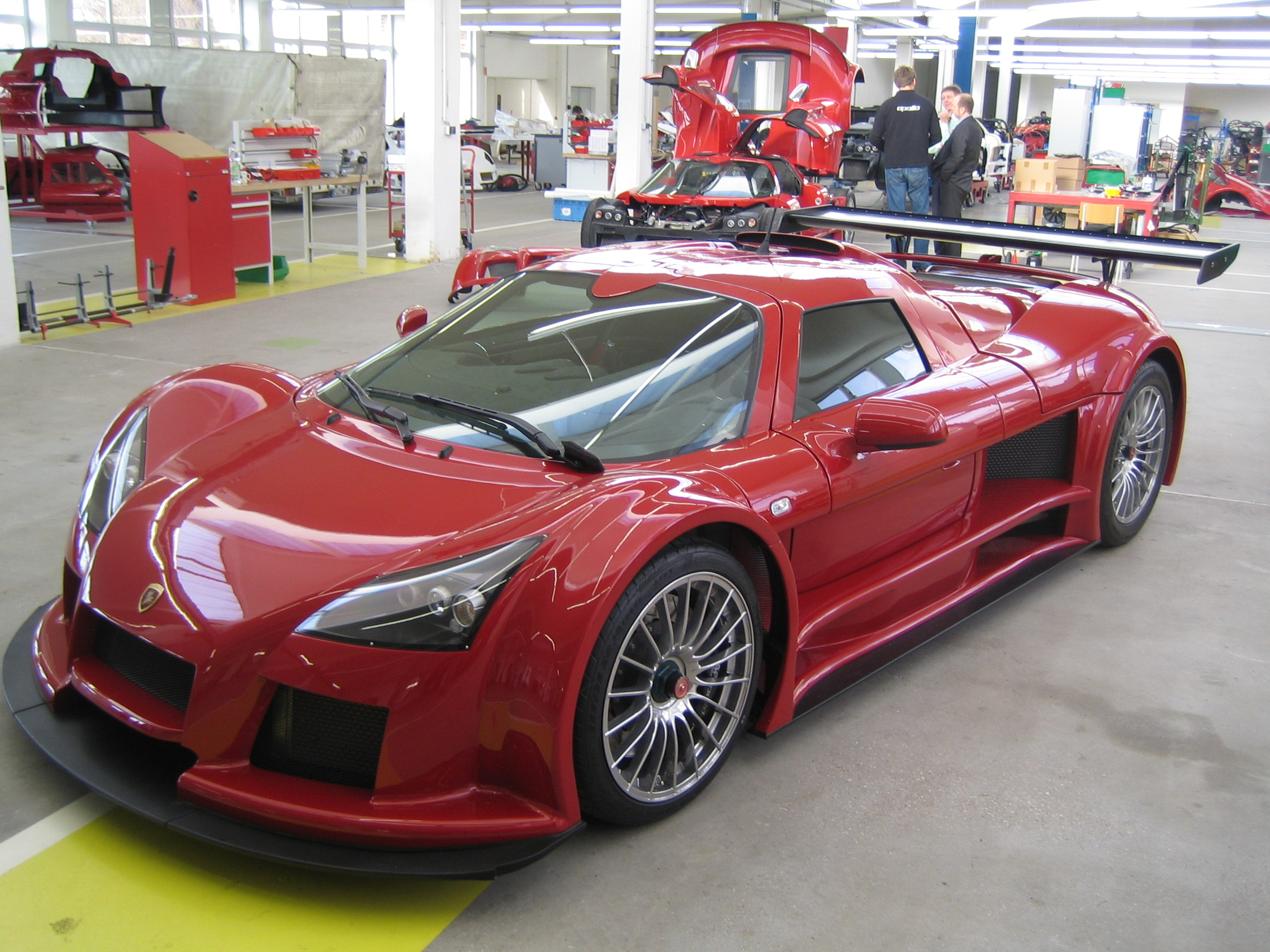
Gumpert Apollo w fabryce

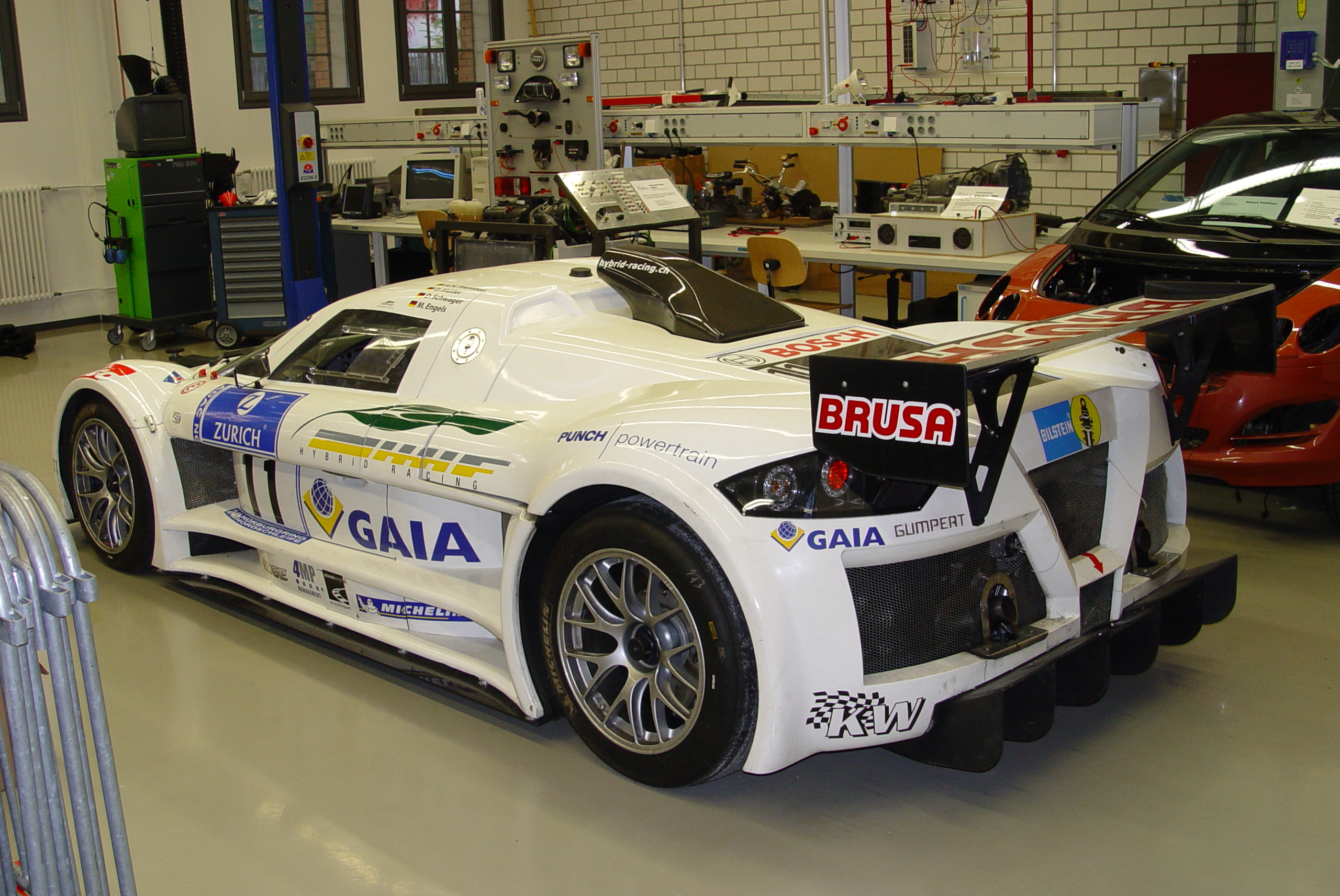
Hybrydowy Gumpert Apollo (prototyp) (HHF Hybrid Concept Car)

## Modele Gumpert
- Apollo – silnik: V8 4,2 l o mocy 650 KM, prędkość maksymalna: 360 km/h, przyspieszenie 0–100 km/h: 3,9 s, produkowany od 2005 r.
- Apollo Sport – silnik: V8 4,2 l o mocy 800 KM, prędkość maksymalna: 365 km/h, przyspieszenie 0–100 km/h: 2,9 s, produkowany od 2006 r.
- Apollo Speed – silnik: V8 4,2 l Twin-Turbo o mocy 650, 700 lub 800 KM, prędkość maksymalna: 361 km/h, przyspieszenie 0–100 km/h: 3,0 s.
- Apollo HHF Hybrid Concept Car – silnik: V8 o mocy 550 KM + silnik elektryczny o mocy 130 KM (łącznie 680 KM). Samochód bez homologacji. Projekt stworzył Heinz-Harald Frentzen.
- Apollo S – silnik: V8 4,2 l Twin-Turbo o mocy 750 KM, prędkość maksymalna: 360 km/h, przyspieszenie 0–100 km/h: 3,0 s, 0–200 km/h: 8,8 s.
- Tornante – silnik: V8 4,2 l Twin-Turbo o mocy 700 KM, prędkość maksymalna: 310 km/h, przyspieszenie 0–100 km/h: 3,0 s. Pojazd prototypowy. Produkowany w latach 2012–2013.
- Apollo Arrow – silnik: V8 4,0 l Twin-Turbo o mocy 1000 KM, prędkość maksymalna: 360 km/h, przyspieszenie 0–100 km/h: 2,9 s, 0–200 km/h: 8,8 s. produkowany od 2016 roku.

## Galeria zdjęć

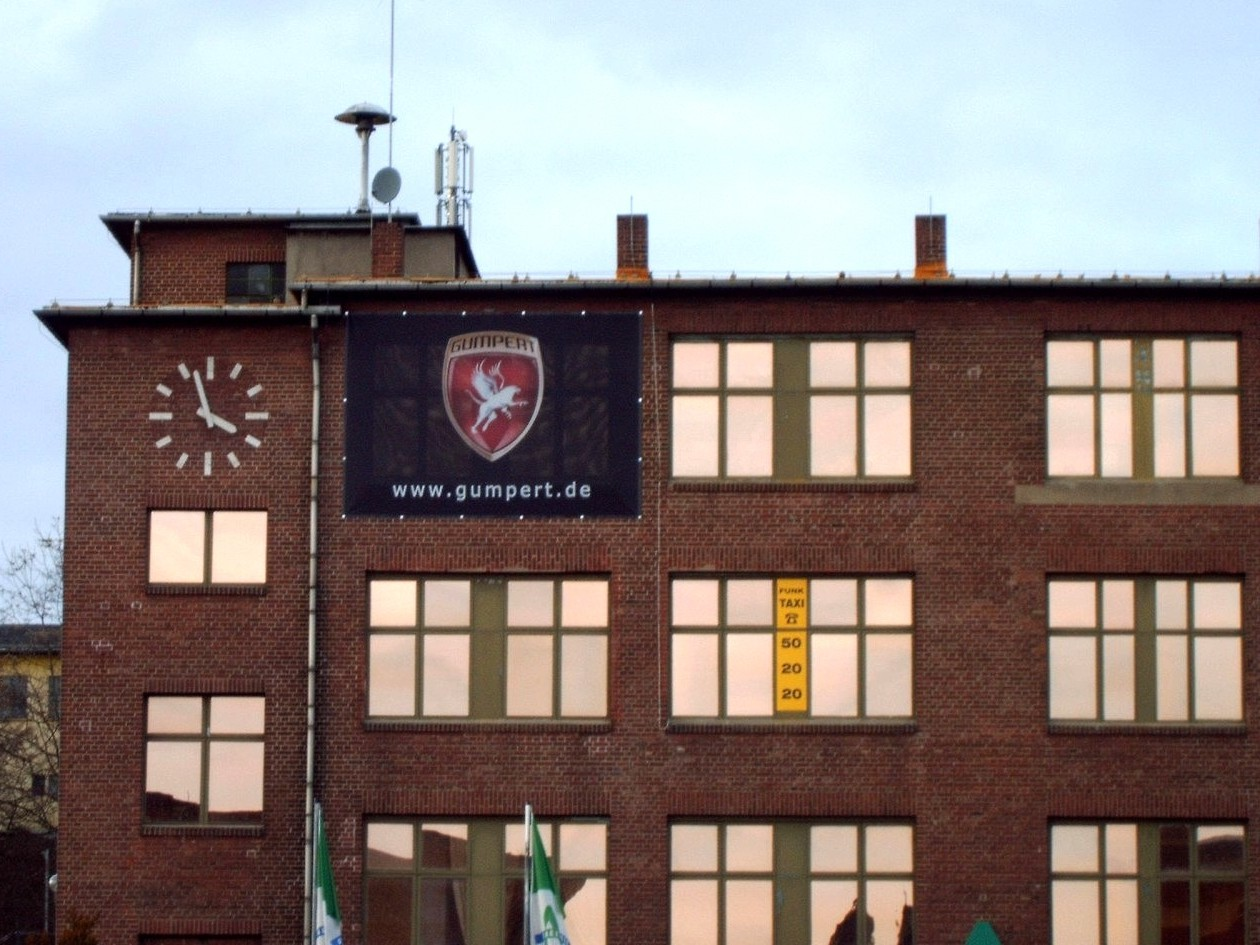
Logo Gumperta na budynku
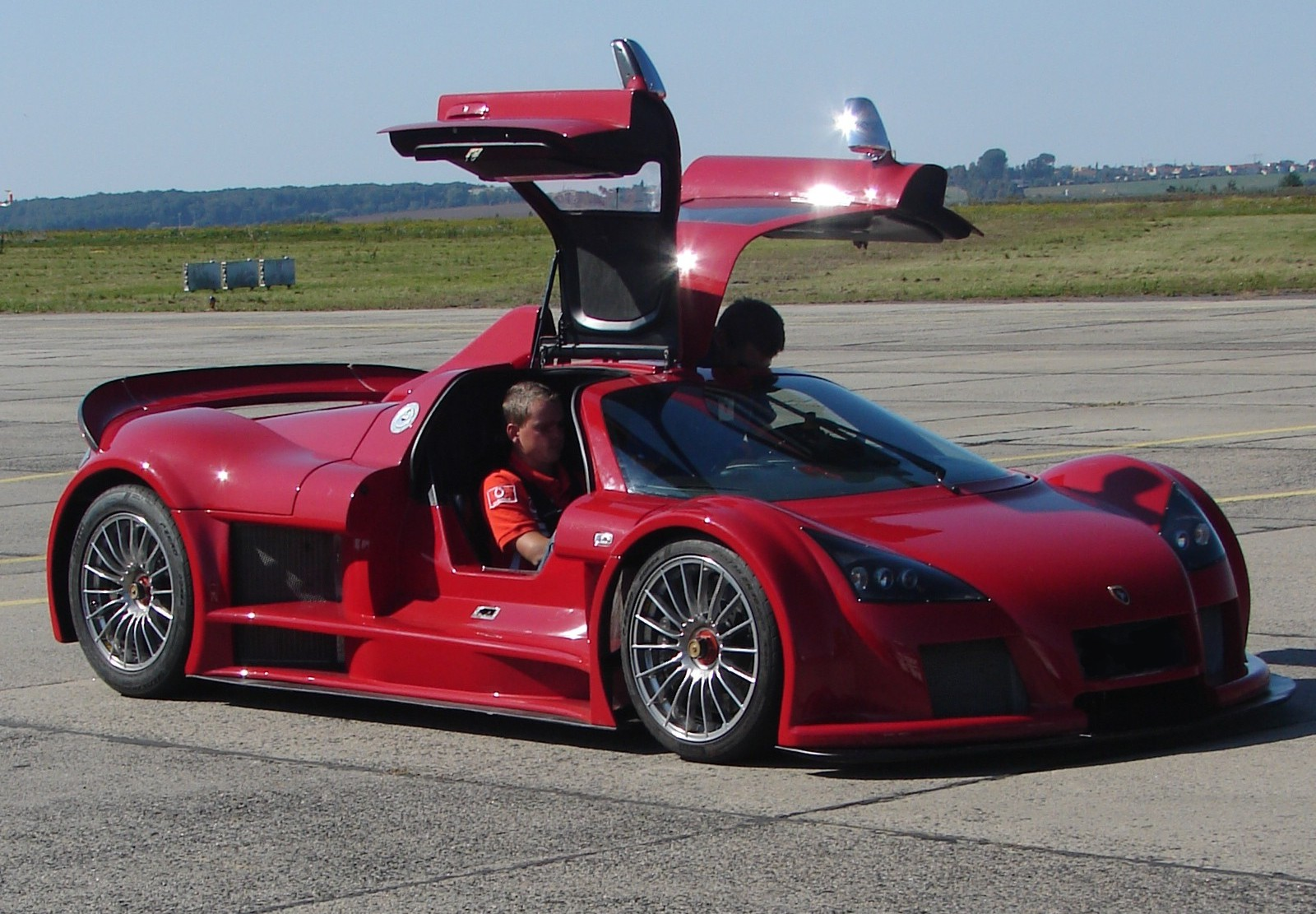
Gumpert Apollo na lotnisku Leipzig-Altenburg Airport
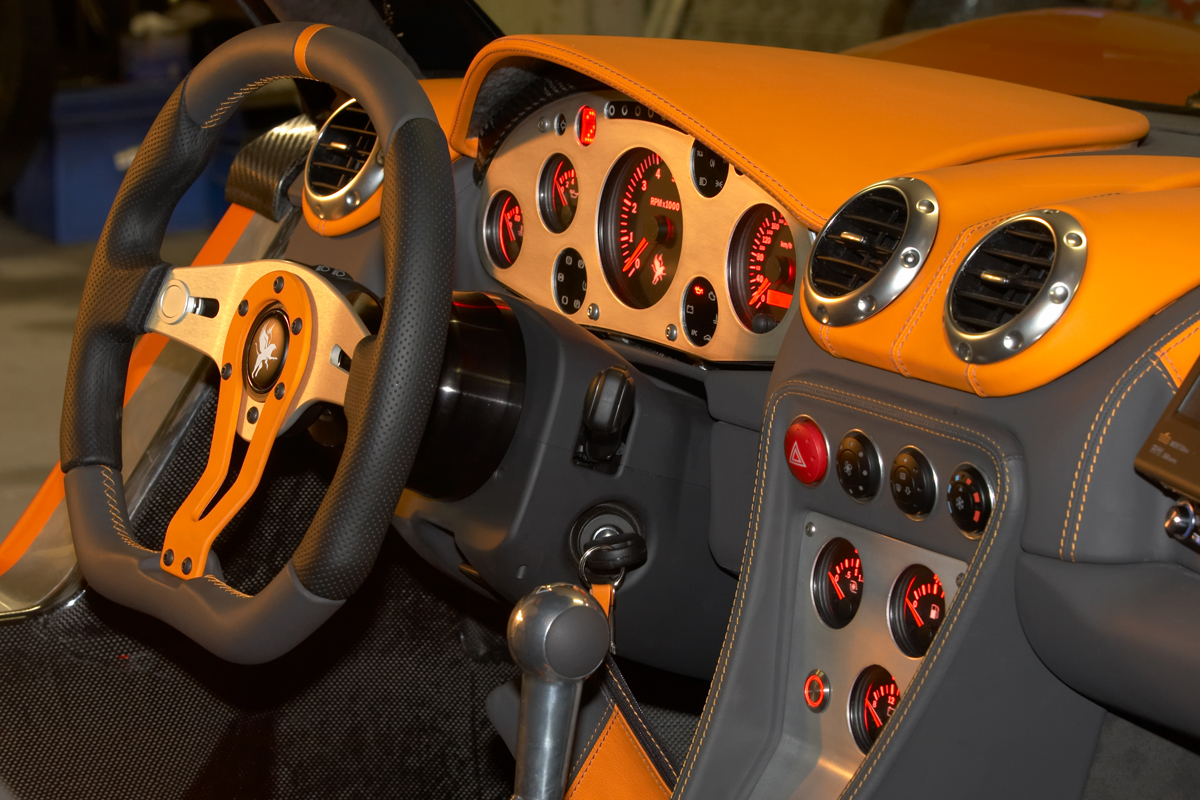
Kokpit modelu Apollo
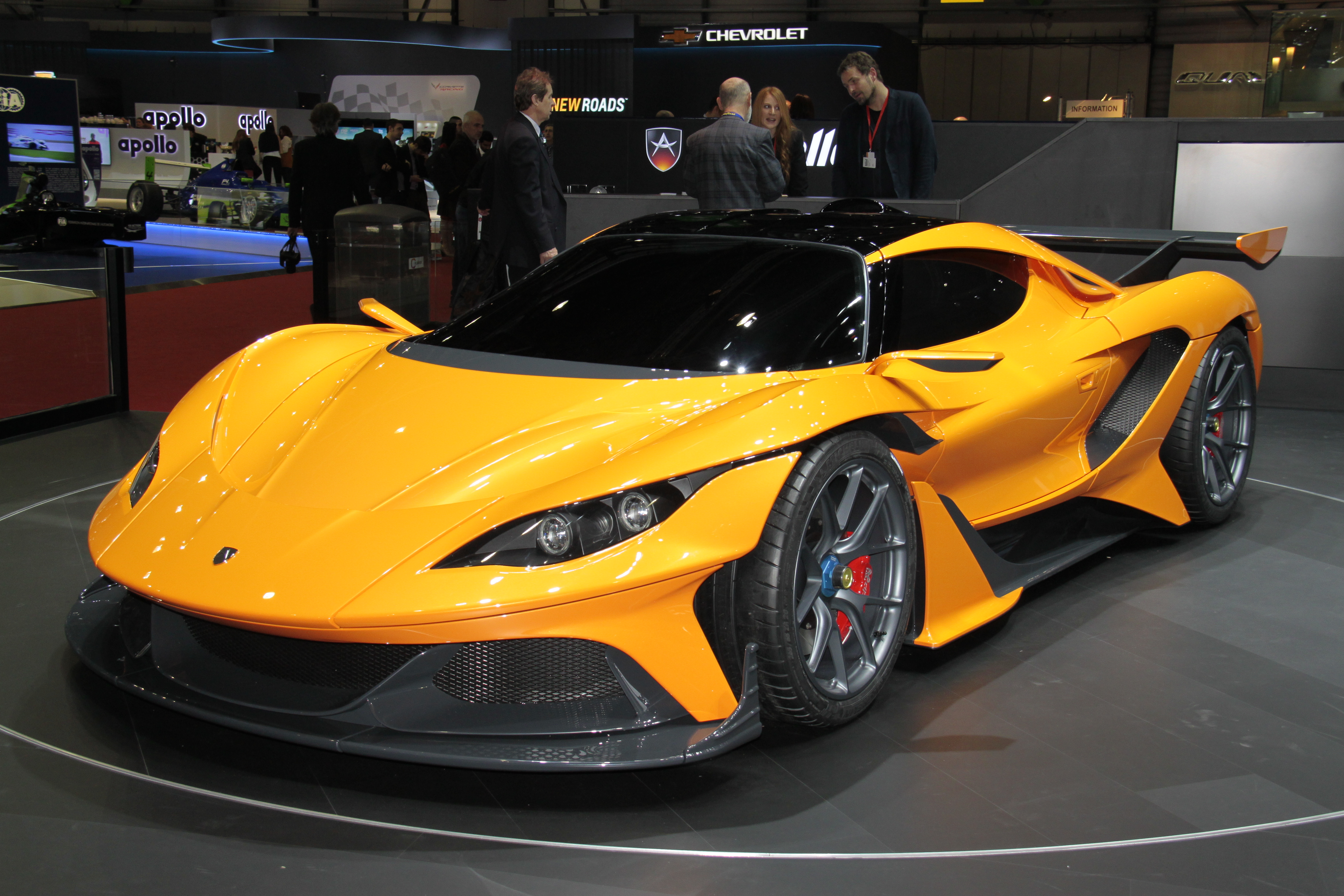
Apollo Arrow